# 장유역
장유역(Jangyu station, 長有驛)은 경상남도 김해시 내덕동에 있는 부산신항선의 철도역이다. 현재는 여객 취급과 화물 취급을 하지 않지만 후에 부전-마산간 복선전철의 합류 및 분기역이 될 예정으로 있다.

## 역사
- 2010년 11월 30일 : 부산신항선 개통과 함께 영업 개시[1]
- 2012년 12월 1일 : 화물 취급 중지[2]
- 2026년 상반기 : 부전마산선 개통과 함께 분기역으로 지정 (예정)